# Clube Militar

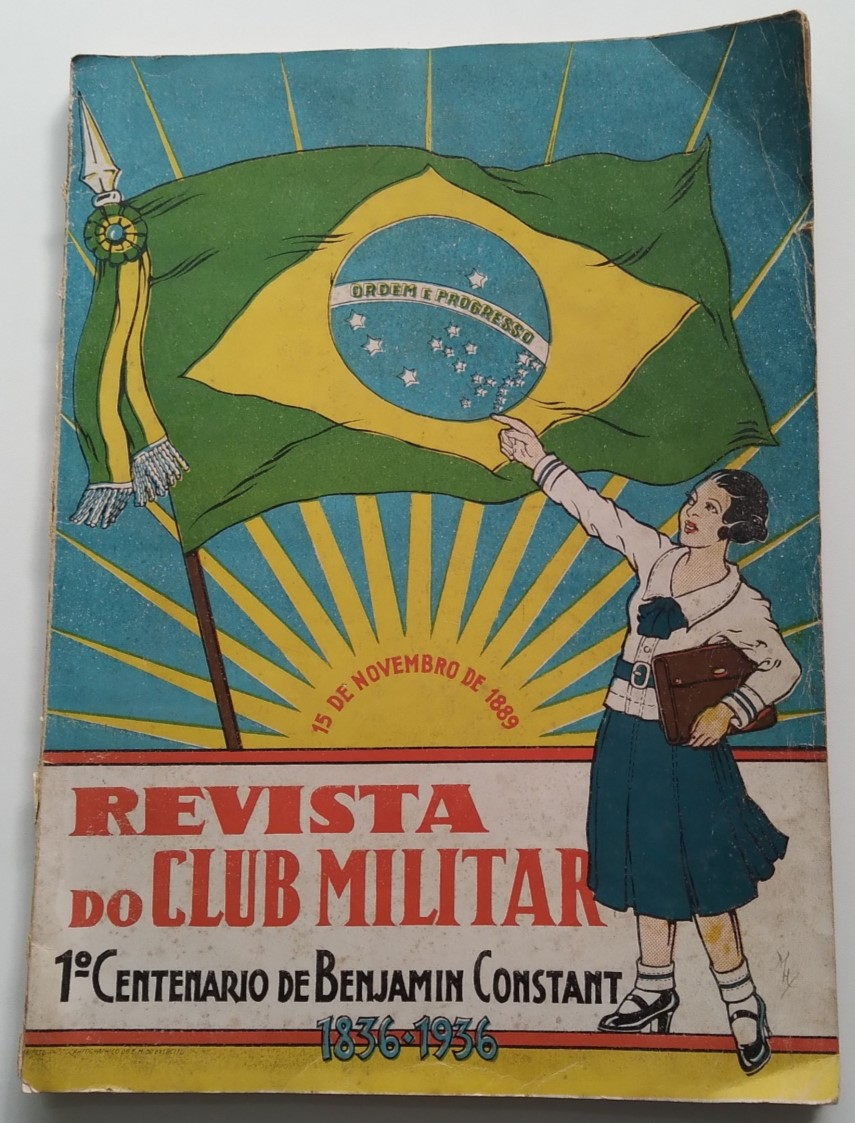
Revista do Clube Militar, 1936.

O Clube Militar, fundado em 26 de junho de 1887, é uma associação de direito privado sem fins lucrativos, de caráter representativo, assistencial, social, cultural, esportivo e recreativo, localizado no Rio de Janeiro e com atuação em todo território nacional.
Desde a fundação do Clube, três de seus presidentes também foram presidentes do Brasil, Marechal Deodoro, Marechal Hermes da Fonseca e o Marechal Eurico Gaspar Dutra. O ex-vice-presidente General Hamilton Mourão também foi presidente do Clube Militar.

## Fundação
Com o fim da Guerra do Paraguai e as crises e conflitos militares que se espalhavam pelo país, a classe militar via a necessidade de buscar uma maior organização para um melhor debate e defesa de seus interesses. No dia 2 de junho de 1887, na casa do major Serzedelo Correia, se reuniram oficiais da marinha e do exercito no que seria uma das primeiras reuniões preparatórias para a criação do Clube Militar.
No dia 26 de junho de 1887, em uma sala no clube naval, cedida pelo presidente do clube, Custódio José de Mello, foi realizada a assembleia que criou oficialmente o Clube Militar. A assembleia de 26 de junho foi realizada sob a presidência de Marechal José Antônio Correia Câmara, e secretariada por Custódio de Mello e pelo Tenente Coronel Carlos Frederico da Rocha, na qual o Visconde de Pelotas proferiu elogios a Deodoro e encerrou conclamando os presentes a, de pé, aclamarem o Marechal Deodoro presidente do Clube Militar.

## Participação na história

### Movimento abolicionista
Os oficiais que formavam o Clube Militar eram abertamente abolicionistas e republicanos. O clube se opôs as punições dadas ao Ten Cel Sena Madureira por homenagear Francisco Nascimento, jangadeiro abolicionista.
Em outubro de 1887, o presidente do Clube Militar, Marechal Deodoro da Fonseca escreveu uma carta destinada à princesa regente dona Isabel, contra o emprego de soldados na captura de escravos fugitivos, e afirmando que o Exército não se prestava ao papel de “capitão-do-mato”.

### Proclamação da República
A insatisfação dos militares para com o império já vinha de longe; entre os anos de 1883 e 1887 ocorreu a chamada Questão Militar, uma série de conflitos entre militares e políticos do império que acabou acirrando ainda mais a rixa entre militares e monarquistas.
No dia 9 de novembro de 1889 o corria no Clube Militar, sob a presidência de Benjamin Constant, pois Deodoro estava doente, uma reunião para tratar das desavenças com o visconde de Ouro Preto, na reunião, Benjamin Constant criticou duramente os atos do governo acusando-o de hostilidades contra o exercito e pediu aos demais membros do clube plenos poderes para "tirar a classe militar de um estado de coisas incompatível com a honra e a dignidade"; sem saber da conspiração que se passava no Clube Militar, o imperador D.Pedro II festejava em um grande baile na Ilha Fiscal no que ficou conhecido como último baile do império.
No dia 11 de novembro, Rui Barbosa, Benjamin Constant, Aristides Lobo e Quintino Bocaiúva se reuniam a Marechal Deodoro, em sua casa, para decidir como se daria a queda do império. No dia 15 de novembro, Deodoro e outros membros do Clube Militar se dirigiram ao Ministério da Guerra onde todos os membros foram depostos e a república proclamada.
Após o golpe militar da república do Brasil, Marechal Deodoro assumiu a presidência do Brasil, tornando-se o primeiro presidente da república.

### Revolta da vacina
Em meio a insatisfação popular com as medidas do governo que levaram a uma série de protestos que ficaram conhecidos como Revolta da Vacina, o vice-presidente do Clube Militar, Tenente-Coronel Lauro Nina Sodré e Castro, com o apoio de parte da diretoria do clube e sem o conhecimento do presidente do clube, orquestrou uma série de ataques para derrubar o presidente Rodrigues Alves, após graves confrontos que levaram a morte do General Travassos e a prisão do Major Gomes de Castro pelo seu comandante Hermes da Fonseca o golpe contra o presidente Rodrigues Alves foi derrotado. Logo depois o tenente coronel Lauro Nina Sodré e Castro reassumiu o cargo de vice-presidente do Clube Militar.

### O petróleo é nosso
O Clube Militar fez forte presença na campanha "O petróleo é nosso", a maioria dos sócios, nacionalistas, defendiam o monopólio do petróleo e a criação da Petrobras. Tinha ainda aqueles que se opunham a criação da Petrobras e defendiam a abertura da exploração de petróleo para o mercado estrangeiro, como é o caso do General Juarez Távora, que fazia contraste com o General Horta Barbosa que defendia o monopólio estatal.

### Golpe de Estado no Brasil em 1964
O Clube Militar foi um importante apoiador do movimento que deu início a ditadura militar brasileira; em meio a acusações de um golpe comunista por parte de João Goulart que estava em viagem oficial à China no momento da renúncia de Jânio Quadros, o exército, com o apoio do Clube Militar, impediu Jango de voltar ao Brasil, e após um período de negociação, foi permitido seu retorno ao país com a mudança para um regime parlamentarista. Um plesbicito, em 1963, restaurou o regime presidencialista. Logo depois, com as elites e a classe média conservadora temendo que um golpe comunista estivesse próximo, ocorreu no Rio de Janeiro a Marcha da Família com Deus pela Liberdade, manifestação interpretada pelos militares como um aval popular para a deposição de João Goulart. Com o apoio de parte classe média e da Igreja Católica, em 15 de abril de 1964, o golpe militar levou ao poder Castello Branco, que ao assumir o cargo de Presidente do Brasil declarou que iria permanecer no poder até que o suposto risco comunista fosse cessado no Brasil, assim caracterizando o Golpe Militar de 1964.
No dia seguinte ao golpe militar as sedes do Clube Militar foram atacadas por manifestantes pro Jango, sendo os manifestantes afastados com tiros para o alto.

### Nova República
No dia 19 de fevereiro de 2021, o Clube Militar emitiu uma nota assinada pelo general da reserva Eduardo José Barbosa, posicionando-se contra a prisão do deputado Daniel Silveira por divulgar ataques ao STF, e apresentando outros questionamentos. O clube declarou que "parcela da população tem saudades do Regime Militar instaurado a partir de 1964" e alegou que deputado foi preso por ser apoiador do presidente Jair Bolsonaro. Aloizio Mercadante respondeu que o Clube Militar merece uma "resposta vigorosa (...) é dever de todos os democratas a construção de uma ampla frente democrática para combater o fascismo e fazer uma defesa incondicional do estado de direito (...) A democracia é um sistema tão flexível e generoso, que até os que a negam e que a agridem cotidianamente podem se eleger presidente ou deputado.